# Le Singe et le Tigre : Mao, un destin chinois
Le Singe et le Tigre : Mao, un destin chinois est une biographie de Mao Zedong par le sinologue français Alain Roux. Publié en 2009, une traduction en chinois est parue en 2014.

## Présentation
Le livre d'Alain Roux est une synthèse des ouvrages en langues anglaise, française et chinoise intégrant une étude approfondie des textes laissés par Mao Zedong (1893-1976).
L'ouvrage est une biographie monumentale de Mao Zedong, en français comprenant 900 pages de texte et 200 pages de notes. Dans son introduction, Alain Roux indique au lecteur que l'auteur d'une biographie doit ressentir une certaine empathie pour son sujet. Pour Lucien Bianco cette empathie se manifeste surtout, et le plus discrètement, à la toute fin du livre, à la suite d'une longue démonstration de rigueur professionnelle, juste au moment où l'homme derrière le biographe était tenu de parler son esprit. Tout au long du livre, roux n'épargne pas Mao Zedong, et à juste titre. Il essaie de comprendre Mao et d'expliquer ses motivations, mais arrive ensuite à des conclusions objectives: le verdict est mesuré et bien argumenté. La conclusion d'Alain Roux: Mao n'était pas un simple tyran, mais le chef d'orchestre d'une utopie qui cherchait à faire du bien aux gens, sans demander leur avis. Comme Mao n'a jamais douté de ses illusions et n'a pas admis ses défauts, il a fini par faire le malheur de son peuple.
Alain Roux structure son étude en cinq périodes. Dans les années 1920 Mao Zedong est « nationaliste, xénophobe et populiste », il comprend la puissance politique du monde paysan en Chine. Dans les dix années qui suivent, il commence son ascension au sein du Parti communiste chinois, pour lui, la fin justifie les moyens. Puis contrairement à Staline qui considère que « les lois de développement des sociétés humaines sont universelles », Mao Zedong sinise l'idéologie marxiste. Mais selon Alain Roux c'est dans le léninisme qu'il justifie son exercice d'« un pouvoir absolu tel que nul tyran ou empereur n’en avait disposé avant lui ». Après sa victoire de 1949, il lance la Campagne des Cent Fleurs réduisant à néant les critiques de son régime. Puis c'est le Grand Bond en avant dont l'objectif est de permettre à la Chine de rattraper son retard économique. Celui-ci est un échec sans que Mao en assume la responsabilité. Par ailleurs il reste insensible face à la catastrophe humaine de cette période. Il s'ensuit la Révolution culturelle. Pour Alain Roux le bilan de Mao Zedong est largement négatif.

## Accueil critique
L'historien et sinologue Lucien Bianco considère que « ce texte n'est pas seulement très détaillé, il est également fiable, généralement précis, et toujours impartial ».

## Éditions
- Le Singe et le Tigre : Mao, un destin chinois, éditions Larousse, 2009, 1126 p
- 阿兰·鲁林 (Alain Roux) 著, «毛泽东: 雄关漫道» Le singe et le tigre : Mao, un destin chinois, 毕笑(译)，广州，中国人民大学出版社，2014[4].